# Phalops dregei
Phalops dregei är en skalbaggsart som beskrevs av Edgar von Harold 1867. Phalops dregei ingår i släktet Phalops och familjen bladhorningar. Inga underarter finns listade i Catalogue of Life.